# Tatiana Artmenko
Tatiana Artmenko est une joueuse israélienne de volley-ball née le 2 septembre 1976 à Odessa (Ukraine). Elle mesure 1,82 m et joue réceptionneuse-attaquante. 

## Clubs
| Club                       | Pays         | De        | À         |
| -------------------------- | ------------ | --------- | --------- |
| Maccabi Tel Aviv           | Israël       | 1990-1991 | 1990-1991 |
| Hapoel Arad                | Israël       | 1991-1992 | 1992-1993 |
| Emek Hefer                 | Israël       | 1993-1994 | 1994-1995 |
| Hisamitsu Springs          | Japon        | 1995-1996 | 1996-1997 |
| Volley Cats Berlin         | Allemagne    | 1997-1998 | 1997-1998 |
| Pallavolo Palermo          | Italie       | 1998-1999 | 1999-2000 |
| Capo Sud Reggio Calabria   | Italie       | 2000-2001 | 2000-2001 |
| Rexona-Ades                | Brésil       | 2001-2002 | 2002-2003 |
| Monte Schiavo Jesi         | Italie       | 2003-2004 | 2003-2004 |
| Fornarina Volley           | Italie       | 2004-2005 | 2004-2005 |
| Sassuolo Volley            | Italie       | 2005-2006 | 2005-2006 |
| Olympiakos Le Pirée        | Grèce        | 2006-2007 | 2006-2007 |
| Sirio Perugia              | Italie       | 2007-2008 | 2007-2008 |
| Robur Tiboni Volley Urbino | Italie       | 2008-2009 | 2008-2009 |
| VK Prostějov               | Rep. tchèque | 2010-2011 | 2011-2012 |
| Lokomotiv VK               | Azerbaïdjan  | 2012-2013 | …         |

## Palmarès
- Ligue des champions 
  - Vainqueur : 2008
- Supercoupe d'Italie
  - Vainqueur: 2000
- Championnat de République tchèque
  - Vainqueur : 2011, 2012.
- Coupe de République tchèque 
  - Vainqueur :  2011, 2012.